# گریت نک (نیویورک)
گریت نک، نیویورک (به انگلیسی: Great Neck, New York) یک روستا در ایالات متحده آمریکا است که در شهرستان ناساو، نیویورک واقع شده‌است.

## خصوصیات
گریت نک ۳٫۵ کیلومترمربع مساحت و ۹٬۹۸۹ نفر جمعیت دارد و ۳۳ متر بالاتر از سطح دریا واقع شده‌است.

## خواهرخوانده
شهر طبریه خواهرخواندهٔ گریت نک، نیویورک هست.